# Prgomelje (Bjelovar)
Prgomelje is een plaats in de gemeente Bjelovar in de Kroatische provincie Bjelovar-Bilogora. De plaats telt 727 inwoners (2001).